# Echium pininana

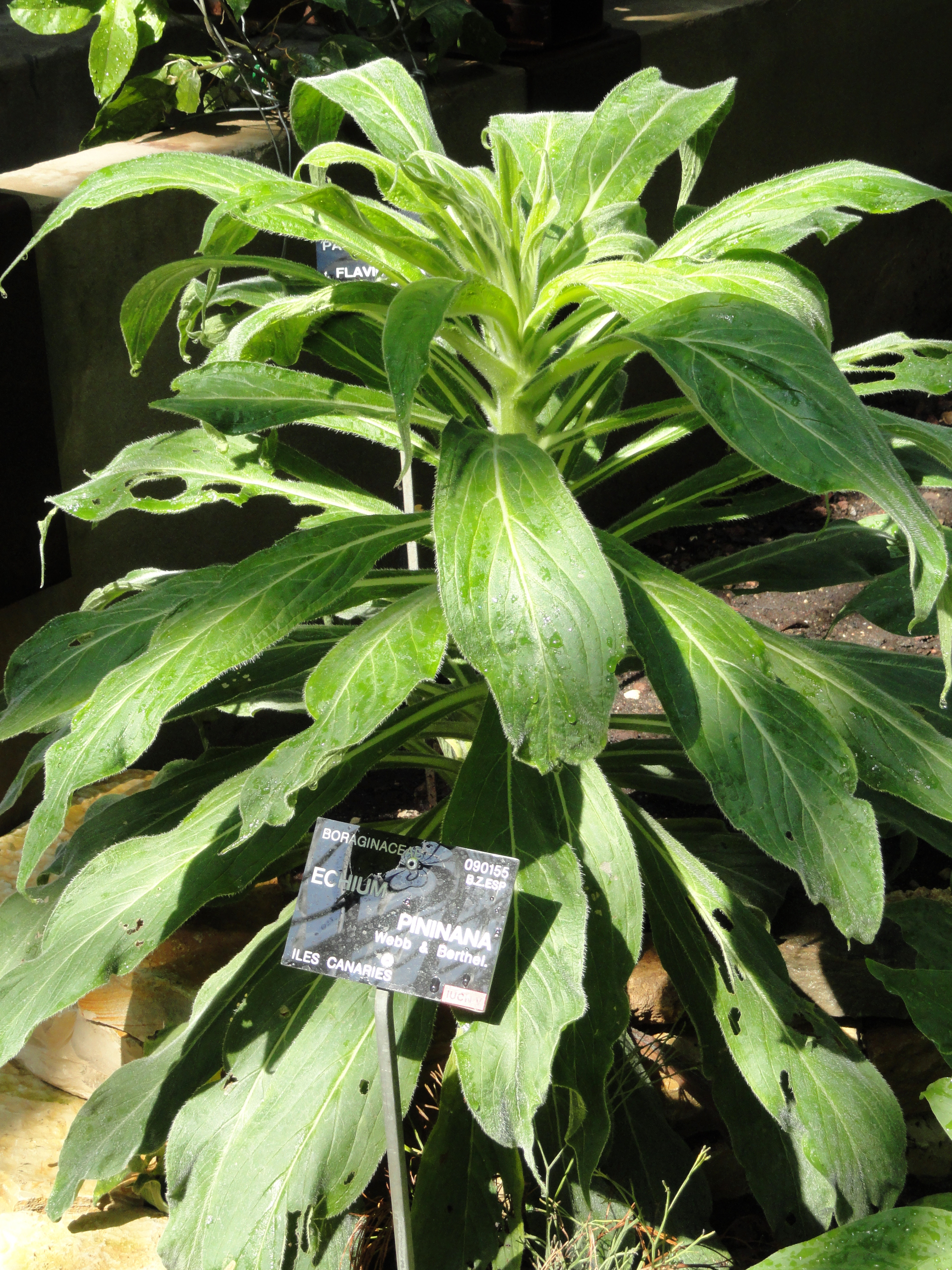
Vista de la planta

Echium pininana és una espècie de planta de la família de les Boraginàcies.

## Descripció
És una espècie biennal (o fins i tot triennal) que mostra poc més que fulles durant el primer any, però que posteriorment produeix una densa espiga floral de 4 metres d'alçada (potencialment), que porta una massa densa de fulles i petites flors blaves. La planta mor després de la floració.

## Distribució i hàbitat
És una planta indígena de La Palma, a les Illes Canàries, que ara es cultiva als jardins del Regne Unit i d'Irlanda. Creix al bosc de laurisilva al nord-est de l'illa, només en uns pocs llocs a uns 600 m sobre el nivell del mar; per exemple, al "Cubo de La Galga",
el "Barranco de Los Tilos" i el "Monte de Barlovento". Habita la laurisilva, que ara està amenaçada per la pèrdua d'hàbitat.

## Cultiu
És més vulnerable a les gelades en el seu primer any. A causa de les seves grans fulles quan ha crescut parcialment, també és molt susceptible al dany del vent. Per tant, una posició protegida al jardí és essencial.

## Taxonomia
Echium pininana va ser descrita per Webb i Berthel., i publicada a la Histoire Naturelle des Îles Canaries 2(3): 44, l'any 1844.

### Etimologia
- Echium: nom genèric que deriva del grec echium, que significa "escurçó", per la forma triangular de les llavors, les quals recorden vagament al cap d'un escurçó.
- pininana: epítet que coincideix amb el nom comú de la planta, derivat probablement de "pi nan".[2]